# SK Austria Kärnten
SK Austria Kärnten (normalt bare kendt som Austria Kärnten) er en østrigsk fodboldklub fra byen Klagenfurt i Kärnten. Klubben spillede i landets bedste liga, den østrigske Bundesliga, og har hjemmebane på Hypo-Arena. Klubben blev grundlagt i 2007, hvor den overtog licensen fra den tidligere ligaklub, ASKÖ Pasching. Klubben gik konkurs i 2010 og byen grundlage derefter en ny klub SK Austria Klagenfurt.